# Високоширотні повітряні експедиції
Високоширотні повітряні експедиції (ВПЕ) — радянські транспортні експедиції на Північ, які забезпечували арктичні експедиції вчених і дослідників авіацією - літаками і вертольотами.
Базувалися члени експедиції і авіація на материковій частині країни, островах і дрейфуючих станціях «Північний полюс».
У 1937 році, в 1948-1950 роках і з 1954 по 1993 роки експедиції називалися «Північ» із зазначенням їх порядкового номера.

## Історія
Перша ВПЕ «Північ» була здійснена навесні 1937 року. Тоді вона організувала в районі географічного Північного полюсу першу дрейфуючу станцію «Північний Полюс». Експедицією керував О. Ю. Шмідт.
При проведенні експедицій «Північний Полюс» всі види спостережень проводилися в одній точці - по лінії дрейфу станції. При цьому вимірювання були хаотичними в просторі, оскільки дрейф льодової бази проходив під впливом мінливих в часі і просторі вітру і поверхневих течій. Щоб вирішити цю проблему НДІ Арктики з 1937 року почав проводити ВПЕ «Північ», штаб проведення яких знаходився в берегових або острівних полярних аеропортах. Основними завданнями цих експедицій були, з одного боку, матеріальне забезпечення існуючих дрейфуючих станцій «Північний Полюс», включаючи їх організацію і ліквідацію, а з іншого боку, виконання гідрометеорологічних, батиметрічних (вимір глибин) і геофізичних досліджень на дрейфуючій кризі в місцях короткочасної (1 -3 доби) посадки літаків, що вилітають для цієї мети з берегових аеродромів. Але такий метод досліджень, названих «стрибаючою експедицією», був дуже дорогим, малопродуктивним і не відповідав завданням комплексності площевого вивчення всієї акваторії Північного Льодовитого океану.
Навесні 1941 року в районі Північного полюсу в трьох точках співробітниками Арктичного інституту Яковом Лібіним, Михайлом Острекіним і Миколою Чернігівським були проведені океанографічні, геомагнітні і метеорологічні спостереження. Літак Н-169 пілотував Іван Черевичний, а штурманом був Валентин Аккуратов.
Перервані війною дослідження в Арктиці поновилися в 1948 році. По маршрутах перельотів проводилася льодова розвідка. За допомогою цих експедицій в 1948 році на дні Північного Льодовитого океану був відкритий хребет Ломоносова, а в 1950 році - хребет Менделєєва (пізніше перейменований в підняття для підкреслення його материкового походження).
В 1950 році  експедицією «Північ-5» була організована дрейфуюча станція «Північний полюс-2». Щорічною експедиція «Північ» стала з 1954 року і тривала по 1993 рік включно. Багато учасників експедицій були нагороджені державними нагородами та почесними званнями.
Оскільки багато досліджень акваторій Північного Льодовитого океану проводилося в інтересах Військово-морського флоту, уряд СРСР в 1960 році видав відповідну Постанову про регулярне просторове вивчення Північного Льодовитого океану за допомогою високоширотних експедиція «Північ» (ВВШЕ «Північ»), організація яких була покладена на Гідрографічну службу Північного флоту Міноборони СРСР. Безпосереднім виконавцем виконання Постанови була призначена Північна гідрографічна експедиція Північного флоту.
| №  | Повна назва експедиції                                    | Коротка назва | Строк проведення                                   | Авіаційний транспорт                                    |
| -- | --------------------------------------------------------- | ------------- | -------------------------------------------------- | ------------------------------------------------------- |
| 1  | Високоширотна повітряна експедиція «Північ»               | «Північ»      | 1937 рік: 22 Березня — 25 червня                   | Літак ТБ-3                                              |
| 2  | Високоширотна повітряна експедиція на літаку «СССР Н-169» | «СССР Н-169»  | 1941 рік: 5 Березня — 11 мая                       | Літак ТБ-3 «СССР Н-169»                                 |
| 3  | Високоширотна повітряна експедиція «Північ-2»             | «Північ-2»    | 1948 рік: Березень — травень                       | Літаки Лі-2, Іл-12, Пе-8                                |
| 4  | Високоширотна повітряна експедиція «Північ-4»             | «Північ-4»    | 1949 рік: Квітень — травень                        | Літаки Лі-2, Іл-12, Пе-8                                |
| 5  | Високоширотна повітряна експедиція «Північ-5»             | «Північ-5»    | 1950 рік: Березень — травень                       | Літаки Лі-2, Іл-12, Пе-8, Ту-4                          |
| 6  | Високоширотна повітряна експедиція «Торос»                | «Торос»       | 1951 рік: Квітень — травень                        | Літаки Лі-2, Ан-12, По-2                                |
| 7  | Високоширотна повітряна експедиція «А-128»                | «А-128»       | 1952 рік: Березень — травень                       | Літаки Лі-2, Ан-2                                       |
| 8  | Високоширотна повітряна експедиція «А-129»                | «А-129»       | 1952 рік: Квітень — червень                        | Літаки Лі-2, Ан-2                                       |
| 9  | Високоширотна повітряна експедиція «Північ-6»             | «Північ-6»    | 1954 рік: Березень — травень, Вересень — жовтень   | Літаки Ан-2, Лі-2, Іл-12, Пе-8, Ту-4; вертоліт Мі-4     |
| 10 | Високоширотна повітряна експедиція «Північ-7»             | «Північ-7»    | 1955 рік: Березень — травень, Листопад — грудень   | Літаки Лі-2, Ан-2, Іл-12, Ту-4; вертоліт Мі-4           |
| 11 | Високоширотна повітряна експедиція «Північ-8»             | «Північ-8»    | 1956 рік: Березень — травень, Вересень — жовтень   | Літаки Лі-2, Іл-12, Ту-4; вертоліт Мі-4                 |
| 12 | Високоширотна повітряна експедиція «Північ-9»             | «Північ-9»    | 1957 рік: Березень — травень, Вересень — жовтень   | Літаки Лі-2, Ту-4, Іл-12, Іл-14; вертоліт Мі-4          |
| 13 | Високоширотна повітряна експедиція «Північ-10»            | «Північ-10»   | 1958 рік: Березень — червень, Вересень — Листопад  | Літаки Лі-2, Ту-4, Іл-12, Іл-14; вертоліт Мі-4          |
| 14 | Високоширотна повітряна експедиція «Північ-11»            | «Північ-11»   | 1959 рік: Березень — травень, Вересень — жовтень   | Літаки Ан-2, Лі-2, Ту-4, Іл-12, Іл-14; вертоліт Мі-4    |
| 15 | Високоширотна повітряна експедиція «Північ-12»            | «Північ-12»   | 1960 рік: Березень — червень, Вересень — листопад  | Літаки Ан-10, Іл-14, Лі-2, Ан-2, Ту-4; вертоліт Мі-4    |
| 16 | Високоширотна повітряна експедиція «Північ-13»            | «Північ-13»   | 1961 рік: Березень — травень, Вересень — листопад  | Літаки Ан-2, Іл-14, Лі-2                                |
| 17 | Високоширотна повітряна експедиція «Північ-14»            | «Північ-14»   | 1962 рік: Березень — травень, Жовтень — листопад,  | Літаки Ан-2, Іл-14, Лі-2                                |
| 18 | Високоширотна повітряна експедиція «Північ-15»            | «Північ-15»   | 1963 рік: Лютий — травень, Жовтень — листопад      | Літаки Ан-2, Іл-14, Лі-2                                |
| 19 | Високоширотна повітряна експедиція «Північ-16»            | «Північ-16»   | 1964 рік: Березень — травень, Вересень — листопад  | Літаки Лі-2, Іл-14                                      |
| 20 | Високоширотна повітряна експедиція «Північ-17»            | «Північ-17»   | 1965 рік: Березень — травень, Жовтень — грудень    | Літаки Лі-2, Іл-14                                      |
| 21 | Високоширотна повітряна експедиція «Північ-18»            | «Північ-18»   | 1966 рік: Березень — травень, Вересень — жовтень   | Літаки Лі-2, Іл-14, Ан-12, Ан-2; вертоліт Мі-4          |
| 22 | Високоширотна повітряна експедиція «Північ-19»            | «Північ-19»   | 1967 рік: Березень — травень, Липень — грудень,    | Літаки Ан-12, Іл-14, Лі-2                               |
| 23 | Високоширотна повітряна експедиція «Північ-20»            | «Північ-20»   | 1968 рік: Березень — травень, Вересень — жовтень,  | Літаки Ан-2, Іл-14, Лі-2                                |
| 24 | Високоширотна повітряна експедиція «Північ-21»            | «Північ-21»   | 1969 рік: Березень — травень, Жовтень — листопад   | Літаки Ан-12, Іл-14, Лі-2; вертоліт Ми-8                |
| 25 | Високоширотна повітряна експедиція «Північ-22»            | «Північ-22»   | 1970 рік: Березень — травень, Жовтень — листопад   | Літаки Ан-12, Іл-14, Лі-2                               |
| 26 | Високоширотна повітряна експедиція «Північ-23»            | «Північ-23»   | 1971 рік: Лютий — травень, Вересень — листопад     | Літаки Ан-12, Іл-14, Лі-2                               |
| 27 | Високоширотна повітряна експедиція «Північ-24»            | «Північ-24»   | 1972 рік: Лютий — травень, Жовтень — листопад      | Літаки Ан-2, Ан-12, Іл-14, Лі-2                         |
| 28 | Високоширотна повітряна експедиція «Північ-25»            | «Північ-25»   | 1973 рік: Березень — травень, Вересень — листопад  | Літаки Ан-2, Іл-14, Лі-2                                |
| 29 | Високоширотна повітряна експедиція «Північ-26»            | «Північ-26»   | 1974 рік: Лютий — травень, Вересень — листопад     | Літаки Ан-2, Ан-12, Іл-14, Лі-2                         |
| 30 | Високоширотна повітряна експедиція «Північ-27»            | «Північ-27»   | 1975 рік: Лютий — травень, Вересень — листопад,    | Літаки Ан-12, Іл-14, Лі-2                               |
| 31 | Високоширотна повітряна експедиція «Північ-28»            | «Північ-28»   | 1976 рік: Лютий — травень, Вересень — листопад     | Літаки Ан-12, Іл-14, Лі-2                               |
| 32 | Високоширотна повітряна експедиція «Північ-29»            | «Північ-29»   | 1977 рік: Березень — травень, Жовтень — листопад   | Літаки Ан-2, Ан-12, Ан-26, Іл-14, Лі-2                  |
| 33 | Високоширотна повітряна експедиція «Північ-30»            | «Північ-30»   | 1978 рік: Лютий — червень, Жовтень — грудень       | Літаки Ан-2, Ан-12, Ан-26, Іл-14, Іл-18; вертоліт Ми-6  |
| 34 | Високоширотна повітряна експедиція «Північ-31»            | «Північ-31»   | 1979 рік: Лютий — червень, Жовтень — листопад      | Літаки Ан-2, Ан-12, Іл-14, Іл-18                        |
| 35 | Високоширотна повітряна експедиція «Північ-32»            | «Північ-32»   | 1980 рік: Январь — травень, Жовтень — грудень      | Літаки Ан-2, Ан-12, Іл-14, Іл-18                        |
| 36 | Високоширотна повітряна експедиція «Північ-33»            | «Північ-33»   | 1981 рік: Лютий — травень, Жовтень — грудень       | Літаки Ан-2, Ан-12, Іл-14; вертольоти Ми-6, Ми-8        |
| 37 | Високоширотна повітряна експедиція «Північ-34»            | «Північ-34»   | 1982 рік: Лютий — травень, Жовтень — грудень       | Літаки Ан-2, Ан-12, Іл-14, Ил-76                        |
| 38 | Високоширотна повітряна експедиція «Північ-35»            | «Північ-35»   | 1983 рік: Лютий — червень, Жовтень — грудень       | Літаки Ан-2, Ан-12, Іл-14, Ил-76; вертольоти Ми-6, Ми-8 |
| 39 | Високоширотна повітряна експедиція «Північ-36»            | «Північ-36»   | 1984 рік: Лютий — июрь, Жовтень — январь (1985)    | Літаки Ан-2, Ан-12, Ан-24, Іл-14; вертольоти Ми-6, Ми-8 |
| 40 | Високоширотна повітряна експедиція «Північ-37»            | «Північ-37»   | 1985 рік: Лютий — червень, Листопад — грудень      | Літаки Ан-2, Ан-24, Ан-74, Іл-14; вертоліт Ми-8         |
| 41 | Високоширотна повітряна експедиція «Північ-38»            | «Північ-38»   | 1986 рік: Лютий — червень, Жовтень — январь (1987) | Літаки Ан-2, Іл-14, Ил-76                               |
| 42 | Високоширотна повітряна експедиція «Північ-39»            | «Північ-39»   | 1987 рік: Лютий — червень, Август — грудень        | Літаки Ан-2, Ан-74, Іл-14, Ил-76; вертоліт Ми-8         |
| 43 | Високоширотна повітряна експедиція «Північ-40»            | «Північ-40»   | 1988 рік: Январь — август и Вересень — грудень     | Літаки Ан-2, Ан-24, Ан-74, Іл-14, Ил-76; вертоліт Ми-8  |
| 44 | Високоширотна повітряна експедиція «Північ-41»            | «Північ-41»   | 1989 рік: Лютий — червень, Жовтень — грудень       | Літаки Ан-2, Ан-26, Ан-74, Іл-14; вертоліт Ми-8         |
| 45 | Високоширотна повітряна експедиція «Північ-42»            | «Північ-42»   | 1990 рік: Январь — август, Жовтень — грудень       | Літаки Ан-2, Ан-74, Іл-14, Ил-76                        |
| 46 | Високоширотна повітряна експедиція «Північ-43»            | «Північ-43»   | 1991 рік: Январь — август, Вересень — грудень      | Літаки Ан-2, Ан-74; вертоліт Ми-8                       |
| 47 | Високоширотна повітряна експедиція «Північ-44»            | «Північ-44»   | 1992 рік: Лютий — травень                          | Вертоліт Ми-8                                           |
| 48 | Високоширотна повітряна експедиція «Північ-45»            | «Північ-45»   | 1993 рік: Квітень — червень                        | Вертольоти Ми-8, Ми-8 МТВ                               |

### Начальники ВПЕ
1. Шмідт Отто Юлійович — «Північ».
2. Лібін Яків Соломонович — «СССР Н-169».
3. Кузнецов Олександр Олексійович — «Північ-2», «Північ-4», «Північ-5».
4. Кухарский Олександр Олександрович — «Торос».
5. Нікітін Макар Макарович — «А-128», «Північ-9», «Північ-10», «Північ-11», «Північ-12».
6. Баскаков Георгій Анатолійович — «А-129».
7. Бурханов Василь Федотович — «Північ-6», «Північ-7».
8. Толстиков Євген Іванович — «Північ-8».
9. Вайнбаум Борис Володимирович — «Північ-9», «Північ-10», «Північ-11».
10. Тябін Микола Іванович — «Північ-12», «Північ-19».
11. Гордієнко, Павло Опанасович — «Північ-13», «Північ-21», «Північ-22».
12. Максутов Дмитро Дмитрович — «Північ-13».
13. Волков Микола Олександрович — «Північ-14».
14. Блінов Микола Іванович — «Північ-14», «Північ-15», «Північ-23», «Північ-25», «Північ-26», «Північ-27».
15. Рогачов В'ячеслав Михайлович — «Північ-15», «Північ-16», «Північ-17».
16. Корнілов Микола Олександрович — «Північ-17», «Північ-18».
17. Романов Ілля Павлович — «Північ-19», «Північ-20», «Північ-22».
18. Константинов Юрій Борисович — «Північ-23».
19. Крутських Борис Андрійович — «Північ-24».
20. Красноперов Михайло Миколайович — «Північ-28», «Північ-29», «Північ-30», «Північ-31», «Північ-32».
21. Артемьєв Геннадій Іванович — «Північ-31».
22. Кессель Сергій Аркадійович — «Північ-32», «Північ-33», «Північ-34», «Північ-35», «Північ-36», «Північ-41», «Північ-42», «Північ-43», «Північ-44», «Північ-45».
23. Кисельов Володимир Васильович — «Північ-37», «Північ-38», «Північ-39», «Північ-40».

### Начальники льотних загонів ВПЕ
- «Північ-24» — Г. М. Меньшиков; В. Д. Углєв.
- «Північ-25» — М. Я. Затонський; І. П. Романов; М. П. Артеменко.
- «Північ-26» — І. П. Романов; Н. П. Артеменко.
- «Північ-27» — В. В. Лукін; Л. А. Тігунцев.
- «Північ-28» — В. В. Лукін; Л. А. Тігунцев.
- «Північ-29» — В. В. Лукін; И. В. Чугуй.
- «Північ-30» — В. В. Лукін; В. А. Волков.
- «Північ-31» — В. В. Лукін; О. В. Чирейкін.
- «Північ-32» — В. В. Лукін; В. А. Волков.
- «Північ-33» — В. А. Волков; О. В. Чирейкін.
- «Північ-34» — А. В. Чірейкін; В. С. Рачков;
 Н. В. Лебедєв — начальник бази на о. Жохова.
- «Північ-35» — В. Т. Соколов; О. В. Чірейкін;
 В. В. Цапін — начальник літнього загону «Природа»; В. Н. Алімов — начальник бази на о. Жохова.
- «Північ-36» — В. Т. Соколов; О. В. Чірейкін;
 В. В. Цапін — начальник літнього загону «Природа»; В. В. Лукін — начальник «А-317»; Н. В. Лебедєв — начальник базы на о. Жохова.
- «Північ-37» — В. Т. Соколов; О. В. Чірейкін;
 Г. А. Кадачігов — начальник загону «Природа»; В. В. Лукін — начальник «А-317»; С. А. Кессель — начальник бази на о. Жохова.
- «Північ-38» — А. В. Чірейкін; С. В. Полубояринов;
 В. С. Теплов — начальник бази на о. Жохова.
- «Північ-39» — Г. Н. Войнов; А. В. Чірейкін;
 А. Д. Масанов — начальник загону «Природа»; В. Т. Соколов — начальник «А-317»; В. Л. Кіслінський — начальник бази на о. Жохова.
- «Північ-40» — А. В. Чірейкін; А. Г. Жолудок;
 А. Д. Масанов — начальник загону «Природа»; В. Т. Соколов — начальник «А-317»; А. И. Соболєв — начальник базы на о. Жохова.
- «Північ-41» — А. В. Чірейкін; С. А. Мельников; А. Г. Жолудок;
 А. Д. Масанов — начальник літнього загону «Природа»; В. В. Лукін — начальник експедиції «СП-31Ф»; А. Г. Дворніков — начальник бази на о. Жохова.
- «Північ-42» — А. В. Чірейкін; А. Г. Жолудок;
 А. Д. Масанов — начальник літнього загону «Природа»; В. С. Теплов — начальник бази на о. Жохова.
- «Північ-43» — А. Ф. Буб; С. Ф. Гаврюченков;
 А. И. Марков — начальник бази на о. Жохова.
- «Північ-44» — А. Ф. Буб; С. Ф. Гаврюченков; С. А. Мельников;
 А. Н. Дороднов — начальник бази на о. Жохова.
- «Північ-45» — А. Ф. Буб; С. Ф. Гаврючєнков; С. А. Мельников.

## Див. Також
- Радянська Антарктична експедиція
- Полярна станція
- Північний полюс
- Секстант